# Olympische Jugend-Winterspiele 2020/Teilnehmer (Brasilien)
| Gelbes Symbol für Goldmedaillen mit stilisierten Olympischen Ringen | Graues Symbol für Silbermedaillen mit stilisierten Olympischen Ringen | Braundes Symbol für Bronzemedaillen mit stilisierten Olympischen Ringen |
| ------------------------------------------------------------------- | --------------------------------------------------------------------- | ----------------------------------------------------------------------- |
| —                                                                   | —                                                                     | —                                                                       |

Brasilien nahm an den Olympischen Jugend-Winterspielen 2020 in Lausanne mit zwölf Athleten (sieben Jungen und fünf Mädchen) in sechs Sportarten teil.

## Teilnehmer nach Sportarten

### Biathlon
| Athleten         | Wettbewerbe  | Zeit        | Fehler       | Rang |
| ---------------- | ------------ | ----------- | ------------ | ---- |
| Mädchen          |              |             |              |      |
| Taynara da Silva | 6 km Sprint  | 28:55,6 min | 6 (2+4)      | 94   |
| Taynara da Silva | 10 km Einzel | 53:23,9 min | 13 (2+2+4+5) | 92   |

### Bob
| Athlet           | Wettbewerb | Lauf 1      | Lauf 1 | Lauf 2      | Lauf 2 | Gesamt      | Gesamt |
| Athlet           | Wettbewerb | Zeit        | Rang   | Zeit        | Rang   | Zeit        | Rang   |
| ---------------- | ---------- | ----------- | ------ | ----------- | ------ | ----------- | ------ |
| Jungen           |            |             |        |             |        |             |        |
| Gustavo Ferreira | Monobob    | 1:14,33 min | 13     | 1:14,62 min | 13     | 2:28,95 min | 13     |

### Curling
| Wettbewerb    | Mixed-Team                                                         |
| ------------- | ------------------------------------------------------------------ |
| Athleten      | Leticia Cid Vitor Melo (Skip) Gabriela Rogic Farias Michael Velve  |
| Vorrunde      | Deutschland 1:15 China 1:14 Dänemark 3:12 Ungarn 2:13 Schweiz 2:10 |
| Viertelfinale | ausgeschieden                                                      |
| Halbfinale    | ausgeschieden                                                      |
| Finale        | ausgeschieden                                                      |
| Platzierung   | 24                                                                 |

Im Mixed-Doppel, kam der Partner immer aus einem anderen Land, somit spielten nur gemischte Mannschaften in diesem Wettbewerb mit.
| Athleten                            | Wettbewerb   | 1. Runde                        | 1. Runde | 2. Runde      | 2. Runde      | 3. Runde      | 3. Runde      | 4. Runde      | 4. Runde      | Halbfinale    | Halbfinale    | Finale/Platz 3 | Finale/Platz 3 | Rang |
| Athleten                            | Wettbewerb   | Gegner                          | Erg      | Gegner        | Erg           | Gegner        | Erg           | Gegner        | Erg           | Gegner        | Erg           | Gegner         | Erg            | Rang |
| ----------------------------------- | ------------ | ------------------------------- | -------- | ------------- | ------------- | ------------- | ------------- | ------------- | ------------- | ------------- | ------------- | -------------- | -------------- | ---- |
| Mixed                               |              |                                 |          |               |               |               |               |               |               |               |               |                |                |      |
| Alina Fakhurtdinova Vitor Melo      | Mixed Doppel | Klaudia Szmidt Jamie Rankin     | 2:8      | ausgeschieden | ausgeschieden | ausgeschieden | ausgeschieden | ausgeschieden | ausgeschieden | ausgeschieden | ausgeschieden | ausgeschieden  | ausgeschieden  | 25   |
| Gabriela Rogic Farias Asei Nakahara | Mixed Doppel | Zoe Antes Kristóf Szarvas       | 2:9      | ausgeschieden | ausgeschieden | ausgeschieden | ausgeschieden | ausgeschieden | ausgeschieden | ausgeschieden | ausgeschieden | ausgeschieden  | ausgeschieden  | 25   |
| Nora Østgård Michael Velve          | Mixed Doppel | Kristyna Farková Axel Landelius | 6:11     | ausgeschieden | ausgeschieden | ausgeschieden | ausgeschieden | ausgeschieden | ausgeschieden | ausgeschieden | ausgeschieden | ausgeschieden  | ausgeschieden  | 25   |
| Leticia Cid Hunter Walker           | Mixed Doppel | Emily Deschenes Oriol Gastó     | 9:10     | ausgeschieden | ausgeschieden | ausgeschieden | ausgeschieden | ausgeschieden | ausgeschieden | ausgeschieden | ausgeschieden | ausgeschieden  | ausgeschieden  | 25   |

### Skeleton
| Athlet          | Lauf 1      | Lauf 1 | Lauf 2      | Lauf 2 | Gesamt      | Gesamt |
| Athlet          | Zeit        | Rang   | Zeit        | Rang   | Zeit        | Rang   |
| --------------- | ----------- | ------ | ----------- | ------ | ----------- | ------ |
| Jungen          |             |        |             |        |             |        |
| Lucas Carvalho  | 1:21,62 min | 20     | 1:24,89 min | 20     | 2:46,51 min | 20     |
| Mädchen         |             |        |             |        |             |        |
| Larissa Cândido | 1:15,85 min | 19     | 1:17,46 min | 19     | 2:33,31 min | 19     |

### Skilanglauf
| Athleten         | Wettbewerbe     | Qualifikation | Qualifikation | Viertelfinale | Viertelfinale | Halbfinale    | Halbfinale    | Finale        | Finale        | Rang |
| Athleten         | Wettbewerbe     | Zeit          | Rang          | Zeit          | Rang          | Zeit          | Rang          | Zeit          | Rang          | Rang |
| ---------------- | --------------- | ------------- | ------------- | ------------- | ------------- | ------------- | ------------- | ------------- | ------------- | ---- |
| Jungen           |                 |               |               |               |               |               |               |               |               |      |
| Rhaick Bomfim    | 10 km klassisch | –             | –             | –             | –             | –             | –             | 32:16,7 min   | 62            | 62   |
| Rhaick Bomfim    | Sprint Freistil | 3:35,56 min   | 50            | ausgeschieden | ausgeschieden | ausgeschieden | ausgeschieden | ausgeschieden | ausgeschieden | 50   |
| Rhaick Bomfim    | Langlauf-Cross  | 5:32,42 min   | 76            | –             | –             | ausgeschieden | ausgeschieden | ausgeschieden | ausgeschieden | 76   |
| Manex Silva      | 10 km klassisch | –             | –             | –             | –             | –             | –             | 31:13,2 min   | 55            | 55   |
| Manex Silva      | Sprint Freistil | 3:31,30 min   | 39            | ausgeschieden | ausgeschieden | ausgeschieden | ausgeschieden | ausgeschieden | ausgeschieden | 39   |
| Manex Silva      | Langlauf-Cross  | 4:45,74 min   | 49            | –             | –             | ausgeschieden | ausgeschieden | ausgeschieden | ausgeschieden | 49   |
| Mädchen          |                 |               |               |               |               |               |               |               |               |      |
| Eduarda Ribera   | 5 km klassisch  | –             | –             | –             | –             | –             | –             | DNS           | DNS           | DNS  |
| Eduarda Ribera   | Sprint Freistil | 3:34,05 min   | 72            | ausgeschieden | ausgeschieden | ausgeschieden | ausgeschieden | ausgeschieden | ausgeschieden | 72   |
| Eduarda Ribera   | Langlauf-Cross  | 6:56,14 min   | 73            | –             | –             | ausgeschieden | ausgeschieden | ausgeschieden | ausgeschieden | 73   |
| Taynara da Silva | 5 km klassisch  | –             | –             | –             | –             | –             | –             | 22:57,7 min   | 74            | 74   |
| Taynara da Silva | Sprint Freistil | 3:36,85 min   | 74            | ausgeschieden | ausgeschieden | ausgeschieden | ausgeschieden | ausgeschieden | ausgeschieden | 74   |
| Taynara da Silva | Langlauf-Cross  | 7:17,58 min   | 77            | –             | –             | ausgeschieden | ausgeschieden | ausgeschieden | ausgeschieden | 77   |

### Snowboard
| Athleten                                                            | Wettbewerbe                        | Vorrunde | Viertelfinale | Halbfinale    | Finale        | Rang          |
| Athleten                                                            | Wettbewerbe                        | Rang     | Rang          | Rang          | Rang          | Rang          |
| ------------------------------------------------------------------- | ---------------------------------- | -------- | ------------- | ------------- | ------------- | ------------- |
| Jungen                                                              |                                    |          |               |               |               |               |
| Noah Bethonico                                                      | Snowboardcross                     | 6        | –             | ausgeschieden | ausgeschieden | 11            |
| Mixed                                                               |                                    |          |               |               |               |               |
| Mixed Team 5 Amber Essex Zoe Michael Noah Bethonico Jasper Cobcroft | Ski-/Snowboardcross Teamwettbewerb | 2        | DNS           | ausgeschieden | ausgeschieden | ausgeschieden |